# Stjepan Totić
Stjepan (Ivana) Totić (Zenica, prosinca 1927. – Innsbruck, listopad, 2009.) je likovni umjetnik rođen prosinca 1927. godine u Zenici. Na Akademiji likovnih umjetnosti u Ljubljani diplomirao je koncem 1963. godine a dvogodišnji specijalistički studij slikarstva (mentor: Maksim Sedej) okončao 1965. na istoj akademiji. Radni vijek proveo u izdavačkom poduzeću Naša riječ iz Zenice radeći prvo kao ilustrator a potom i kao tehnički urednik lista. Umirovio se 1983. godine. Bio je član Društva likovnih umjetnika u Zenici od 1974. do odlaska u Austriju početkom devedesetih. Tijekom sedamdesetih i u prvoj polovini osamdesetih izlagao na izložbama koje je organiziralo Društvo likovnih umjetnika Zenica. Od 1992. živio je u Austriji (Innsbruck) gdje je i umro listopada 2009. godine. 